# Ryglice
Ryglice is een stad in het Poolse woiwodschap Klein-Polen, gelegen in de powiat Tarnowski. De oppervlakte bedraagt 25,08 km², het inwonertal 2801 (2005).